# Skrobotowo
Skrobotowo – osada w północno-zachodniej Polsce, położona w województwie zachodniopomorskim, w powiecie gryfickim, w gminie Karnice.
Według danych pod koniec 2004 roku osada miała 234 mieszkańców.
W latach 1946–1998 miejscowość administracyjnie należała do województwa szczecińskiego.